# Економіка Гани
Гана — аграрна країна з розвинутою гірничодобувною (г.ч. золотодобувною) промисловістю. Основні галузі промисловості: гірнича, лісорозробки, легка мануфактура, алюмінієва, харчова. Тр-т: автомобільний, морський, частково — залізничний, авіасполучення. Гол. морські порти: Тєма, Такораді. Наприкінці 1990-х років значно збільшила обсяги перевезень державна авіакомпанія «Ейр Гана», яка є основним авіаперевізником в Західній Африці і, крім регулярних рейсів в країни Європи, відкрила нові лінії в США і країни Південної Африки.
За даними [Index of Economic Freedom, The Heritage Foundation, U.S.A., 2001]: ВВП — $ 7,4 млрд. Темп зростання ВВП — 4,6%. ВВП на душу населення — $399. Прямі закордонні інвестиції — $ 5,6 млн. Імпорт (г.ч. промислова сировина і обладнання, нафта і нафтопродукти, продовольчі товари) — $ 2,9 млрд (г.ч. Нігерія — 14%; Велика Британія — 12%; Італія — 9%; США — 7%; Іспанія — 6%). Експорт (золото, какао-боби і какао-продукти, алюміній, лісоматеріали, алмази, боксити, марганець і тропічні фрукти) — $ 2,2 млрд (г.ч. Того — 12%; Велика Британія — 12%; Італія — 11%; Нідерланди — 8%; США — 7%).

## Промисловість
У порівнянні з іншими країнами Тропічної Африки Гана має в своєму розпорядженні значні виробничі потужності. Однак в 1990-ті роки ганським виробникам не вдалося зробити свої підприємства рентабельними, а продукцію конкурентоспроможною. Виробничі потужності завантажені в середньому тільки на 30-40%. Лібералізація торгівлі призвела до напливу дешевих імпортних товарів на ганський ринок, з якими не можуть конкурувати товари місцевого виробництва. Якщо в 1975 р. частка обробної промисловості у ВВП становила 14%, то в 1995 — лише 7,5%. Основні галузі обробної промисловості — харчова, переробка какао-бобів, текстильна і деревообробна. Є підприємства з виробництва напоїв, цементу, сигарет, хімічних продуктів, взуття, скла і мила. Найбільший промисловий центр — Тєма, з його нафтопереробним і алюмінієвим заводами.

## Сільське господарство
Основа економіки Гани — сільське господарство, в ньому зайнято понад 50% працездатного населення. Гана імпортує більшу частину промислових споживчих товарів і все промислове обладнання. Експорт какао-бобів і золота забезпечує майже всі експортні надходження.
Врожай головної експортної культури — какао-бобів — залежить від погодних умов, а прибутки від їх продажу — від коливань цін на світовому ринку. Валовий внутрішній продукт (ВВП) Гани в 1995 оцінювався в 7,3 млрд дол., або 430 дол. з розрахунку на душу населення. З середини 1950-х до середини 1970-х років економіка Гани швидко розвивалася, в період 1955–1974 рр. щорічний приріст ВВП становив в середньому 4%. Після 1974-го стан економіки значно погіршився, і до середини 1980-х років тривав глибокий спад. Відносне оздоровлення економіки почалося з 1984 року, і до 1995-го середньорічні темпи зростання становили 4,7%. Щорічний приріст населення в цей період оцінювався приблизно в 3%, отже, приріст ВВП на душу населення становив близько 1,5%. В 1995 році майже половину державних надходжень було отримано від експорту сільськогосподарської продукції і деревини, близько 14% — від промислового виробництва і будівельних робіт, решту — від торгівлі і сфери послуг. Гана багата на ліси, основна частина яких розташована у південно-західних районах. В країні заготовлюється багато деревини. У 1990 було експортовано близько 400 тис. м³ лісу, включаючи такі цінні породи, як кайя скупчено цвітна і ебенове, або чорне, дерево, що принесло експортерам прибуток в розмірі близько 120 млн дол. Однак динаміка лісозаготівель негативна, що обумовлено скороченням їх площ.

## Енергетика
Структура енергоспоживання (1993): нафтопродукти — 69%, гідроенергія — 31%. Встановлена потужність ГЕС в Акосомбо 912 тис. кВт, а в Кпонзі — 160 тис. кВт. У 1993 в Ґані було вироблено приблизно 6,2 млрд кВт·год електроенергії, з них 288 млн було поставлено в Того і Бенін.

## Телебачення та радіомовлення
Влітку 2023 року, в Гані розпочато тестування радіомовлення у цифровому стандарті DAB (Digital Audio Broadcasting), що відкриває нові можливості для якісної та стійкої передачі радіопрограм на території країни. Зокрема, у заяві міністра зв’язку та цифровізації країни пролунало, що Гана стала першою країною в Західній Африці, яка запустила цифрове радіомовлення у стандарті DAB. Наразі триває тестування технології, в експерименті, реалізацією якого займається Національне управління зв’язку (NCA), беруть участь 18 радіостанцій, 11 з яких ведуть мовлення в місті Аккра і ще сім – у Кумасі. Це, зокрема, такі радіостанції, як Unique FM, Asaase FM, Asempa FM, Atlantis FM, Citi FM, Class FM, Hot FM, Oman FM, Peace FM, Radio Univers, Star FM, Angel FM, Radio Focus, Kessben FM, Orange FM, Opemsuo FM, Wontumi FM та Sompa FM. Для прослуховування цифрових радіопрограм необхідно мати приймач, сумісний із технологією DAB+. Тестове мовлення цифрового радіо ведеться із використанням частот діапазону 174-230 МГц, при цьому один передавач може транслювати програми 18-х радіостанцій. Це дозволяє зменшити рівень електромагнітних завад та збільшити енергоефективність.